# رامش چاندرا آگاروال
رامش چاندرا آگاروال (انگلیسی: Ramesh Chandra Agarwal; ۳۰ نوامبر ۱۹۴۴ – ۱۲ آوریل ۲۰۱۷ (۷۲ ساله)) سرمایه‌دار رسانه‌ای و کارآفرین اهل هند بود، که در سال ۱۹۵۸ شرکت دی‌بی کورپ را تأسیس کرد.